# 岸田真幸

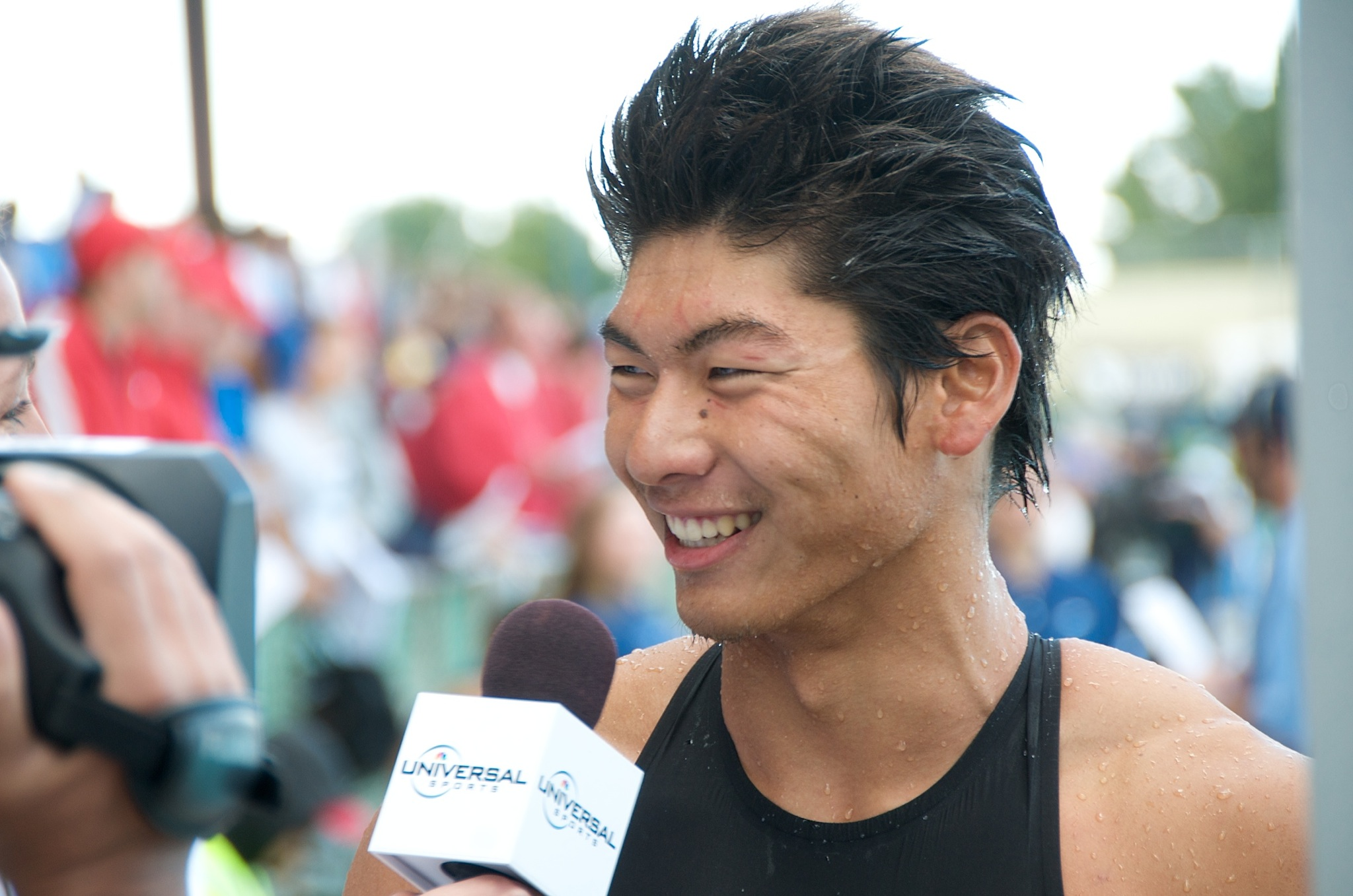

岸田 真幸（きしだ まさゆき、1985年11月24日 - ）は、日本の競泳選手。東京都世田谷区出身。ツカサ電工所属。

## 人物
- 南河内第二中学校から桐蔭学園高等学校を経て、早稲田大学スポーツ科学部に入学し、アリゾナ大学に留学。50m自由形・50mバタフライ・100mバタフライの日本記録保持者(25m)。50m自由形・100mバタフライの元日本記録保持者(50m)。

## 出場大会
世界競泳インジャパン
北京五輪
世界水泳
パンパシフィック
アジア大会